# Chirosia orthostylata
Chirosia orthostylata är en tvåvingeart som beskrevs av Qian och Fan 1981. Chirosia orthostylata ingår i släktet Chirosia och familjen blomsterflugor. Inga underarter finns listade i Catalogue of Life.